# Liste de reptiles de fiction
Cette liste contient des reptiles présents dans des œuvres de fiction. Étant donné le grand nombre de ces personnages et la diversité des espèces de reptiles, ils sont classés dans plusieurs autres listes :
- Liste de crocodiles et alligators de fiction
- Liste de lézards de fiction
- Liste de serpents de fiction
- Liste de tortues de fiction
- Liste de dinosaures de fiction